# 音楽文化振興議員懇談会
音楽文化振興議員懇談会（おんがくぶんかしんこうぎいんこんだんかい）は、音楽文化育成のため1997年に設立された自由民主党の議員連盟。自民党音楽文化振興議員懇談会ともいう。
設立時の賛同議員は55名であり、再販制度維持やレコード輸入権創設（音楽レコードの還流防止措置）のために活動した。
懇談会の総会には度々日本レコード協会、JASRACなどの音楽団体が参加し、再販制度維持や私的録音補償金対象の拡大、著作権の保護期間延長を要望している。
会長の島村宜伸は2004年（平成16年）のレコード輸入権創設に関する著作権法改正において、日本レコード協会と共に法改正を主張した。

## 来歴
- 1997年06月 音楽文化振興議員懇談会設立
- 1998年03月 緊急集会にて「音楽著作物の再販制度維持を求める緊急決議」を採択
- 2004年03月 フォーラム「音楽における文化芸術振興基本法の意義と展望を考える」開催
- 2004年05月 FMラジオJ-WAVEの「Jam the WORLD」に会長：島村宜伸と日本レコード協会常務理事が共に出演し、レコード輸入権創設について説明

## 過去に所属していた議員
- 中村正三郎（顧問・2005年に引退）
- 鈴木恒夫（副会長・2009年に引退）
- 小野晋也（幹事長・2009年に引退）
- 島村宜伸（会長・2009年に落選）
- 河村建夫（幹事・2021年に引退）
- 甘利明（副会長・2024年に落選）
- 衛藤征士郎（副会長・2024年に落選）